# Kites
Pour plus de détails, voir Fiche technique et Distribution.
Kites est un film indien d'action et de romance de Bollywood sorti en 2009 et réalisé par Anurag Basu, avec Hrithik Roshan, Barbara Mori, Kangana Ranaut. Il a été produit par Rakesh Roshan, la musique est de Rajesh Roshan.

## Synopsis
Dans le désert entre le Mexique et la Californie, un homme gît à l’agonie. C’est Jai ; hier encore, un jeune homme insouciant. Orphelin dès sa plus tendre enfance, Jai a appris à survivre grâce à son esprit vif, son charme et aussi sa capacité à s’accommoder de certains arrangements pas toujours honnêtes. Professeur de salsa, il fait la connaissance de Gina, fille du propriétaire d’un grand casino de Las Vegas et aussi une enfant gâtée qui s’est entichée de lui au point de vouloir l’épouser. Soucieux de se faire une place au soleil, Jai ne dit pas non. C’est ainsi qu’il rencontre le frère de Gina, Tony : arrogant, avide de pouvoir et obsédé par la beauté et le charme de Natasha. Celle-ci, immigrée Mexicaine entrée clandestinement aux États-Unis, a vu en Tony le moyen de sortir de la misère. Seulement, entre Jai et Natasha, c'est le coup de foudre et la passion mutuelle dès le premier instant. Poussés l’un vers l’autre, tous deux ignorent les interdits et franchissent les limites à ne pas transgresser…

## Fiche technique et artistique
- Titre : Kites
- Réalisateur : Anurag Basu
- Scénario : Anurag Basu, Robin Bhatt et Akarsh Khurana
- Dialogues : Sanjeev Dutta et Akarsh Khurana (anglais)
- Musique (chansons) : Rajesh Roshan
- Musique d'accompagnement : Salim-Sulaiman
- Paroliers : Nasir Faraaz et Asif Ali Beg
- Chorégraphie : Sandip Soparrkar
- Direction artistique : Jason Cronburg
- Photographie : Ayananka Bose
- Montage : Akiv Ali
- Cascades et combats : Sham Kaushal
- Production : Rakesh Roshan
- Langue : hindi, espagnol et anglais
- Pays de production :  Inde
- Date de sortie : 21 mai 2010
- Format : Couleurs
- Genre : film d'action, comédie romantique
- Durée : 123 minutes

## Distribution
- Hrithik Roshan : Jay
- Barbara Mori : Natasha/Linda
- Kangana Ranaut : Gina
- Nicholas Brown (en) : Tony
- Kabir Bedi : Bob (père de Gina et Tony)